# Авдет (суспільно-політичний рух)
Авде́т — кримськотатарський суспільно-політичний рух, який існує з 2005 року, вперше згаданий під сьогоднішньою назвою 2007 як передвиборчий блок до Курултаю, але організаційно оформлений як громадська організація лише 2009 року.

## Поява руху
Авдет починався як координаційний комітет поодиноких протестних дій у Сімферопольському районі, поступово залучуючи до своїх лав аналогічні „поляни протесту” по всьому Криму.

## Мета руху
- Офіційно оголошена мета Авдету — це юридична та організаційна підтримка кримськотатарським акціям, спрямованим, насамперед, на наділення безземельних ділянками. Авдет — єдина кримськотатарська організація, яка неодноразово підтримувала земельні протести не кримськотатарських активістів.
- Відродження історичної кримськотатарської топономіки. [1]
- Пропаганда та розвиток генеологічних програм. [1]

## Релігійні погляди
Рух виступає за обов'язкове відродження у Криму ісламу та ісламських цінностей; будівництво мечетей у кожному населеному пункті півострова, створення медресе при кожній з мечетей. Також «Авдет» покладає на медресе функції культурних центрів, у котрих будуть вивчати основи ісламу, кримськотатарську та арабську мови, звичаї та традиції кримських татар, основи народних ремесл. 

## Політична орієнтація
Політична орієнтація Авдету розмита. Заради головної мети — наділення учасників „полян протесту” земельними ділянками — здатні на будь-які компроміси і союзи. Структура Авдету будується як мережа, що охоплює активістів по всьому Криму. 
Останнім часом, пікетуючи Кабмін України, Авдет розгорнув явно антиукраїнські гасла: звинуватив спочатку Кабмін, а потім і просто Україну у „геноциді” кримських татар, пообіцяв блокувати вступ України до ЄС доти, доки не буде вирішене земельне питання кримських татар.

## Осередки
- м. Сімферополь (28 осередків)
- Сімферопольський район (22 осередки)
- м. Алушта (2 осередки)
- Бахчисарайський район (4 осередки)
- Білогірський район (5 осередків)
- Джанкойський район (5 осередків)
- м. Євпаторія (3 осередки)
- м. Феодосія (1 осередок)
- Червоногвардійський район (9 осередків)
- Красноперекопський район (3 осередки)
- Ленінський район (7 осередків)
- Нижньогірський (2 осередки)
- Первомайський район (3 осередки)
- Сакський район (3 осередки)
- Судакський район (1 осередок)
- Чорноморський район (1 осередок) [2]